# Jan Liesen
Johannes (Jan) Wilhelmus Maria Liesen (ur. 17 września 1960 w Oosterhout) – holenderski duchowny rzymskokatolicki, biskup bredzki od 2012.

## Życiorys
Święcenia kapłańskie otrzymał 16 czerwca 1984 i został inkardynowany do diecezji Roermond. Po rocznym stażu wikariuszowskim wyjechał do Rzymu i odbył na Papieskim Instytucie Biblijnym studia doktoranckie. W 1990 powrócił do kraju i został wykładowcą diecezjalnego seminarium.
15 lipca 2010 papież Benedykt XVI mianował go biskupem pomocniczym diecezji 's-Hertogenbosch, ze stolicą tytularną Tunnuna. Sakry biskupiej udzielił mu bp Antoon Hurkmans. 
26 listopada 2011 został mianowany biskupem ordynariuszem Bredy. Ingres odbył się 28 stycznia 2012. Od czerwca 2016 pełni funkcję wiceprzewodniczącego Konferencji Episkopatu Holandii.